# Lolita (pel·lícula del 1962)
Lolita és un film dirigit per Stanley Kubrick el 1962, protagonitzat per Sue Lyon i James Mason. Està basat en la novel·la homònima de Vladímir Nabókov, que també en va escriure el guió, i centra el problema extrem de com representar en el cinema el tabú de la nena provocadora. Va obtenir una nominació a l'Oscar al millor guió adaptat.
Adaptació de la que en el seu moment va ser escandalosa novel·la de Nabókov. La mirada de Kubrick planeja amb mestratge sobre uns personatges molt ben interpretats en aquest clàssic de l'erotisme que va consagrar breument a Sue Lyon. Kubrick va rodar el film a Anglaterra, en part per desbloquejar els beneficis de la MGM en aquest país, en part per no ensopegar amb la censura americana. Sarcàstica visió de la fantasia pedòfila i incestuosa, el film és poc explícit en imatges, però
autènticament amoral en el fons, encara que el redimeixin moments d'amor desesperat en una relacions masoquistes per part d'Humbert. Sue Lyon va ser escollida com a "nymphette", després que Kubrick la veiés en un xou televisiu de Loretta Young. Tenia 15 anys, però n'aparentava més. A la novel·la, Lolita té 12 anys, però el cinema la va fer més gran, es va col·locar l'assassinat de Quilty en les primeres escenes i es va tenir cura d'insinuar i prou les escenes de sexe, tot en nom de la viabilitat del producte.

## Argument
Humbert Humbert (James Mason), un professor de literatura francesa de mitjana edat, decideix passar un estiu a Ramsdale, New Hampshire, abans de tornar a la feina. Mentre busca una habitació per llogar, arriba a casa de Charlotte Haze (Shelley Winters). Tot i que al principi no li convenç llogar-hi l'habitació, quan Charlotte es disposa a ensenyar-li el jardí descobreix la presència de la filla d'aquesta, Lolita, una adolescent encisadora de 14 anys (Sue Lyon) de la qual s'enamora esbojarradament, i decideix llogar l'habitació per estar prop d'ella.
Llavors és la Charlotte qui s'enamora d'Humbert, però aquest només pensa en Lolita, que li segueix el joc. Finalment, Humbert es casa amb la Charlotte amb l'única intenció d'estar sempre prop de la seva filla. Quan la Charlotte s'assabenta de la veritat, surt de casa a correcuita, sota la influència de l'emoció, i mor atropellada accidentalment per un cotxe. Humbert, "padrastre" i tutor legal de Lolita, decideix recollir la noia, que està en un campament d'estiu, i emportar-se-la amb ell sense dir-li res de la mort de la seva mare. En el trajecte, Lolita s'assabenta del succés, però accedeix a anar-se'n amb ell a la ciutat on treballa. Un desconegut aborda Humbert fent comentaris que semblen insinuar que sap que la seva relació amb Lolita és més que paterno-filial. Arran de l'encontre, Humbert inicia una relació sexual amb Lolita.
Lolita és inscrita en un col·legi i comença a tenir amistats que provoquen una forta gelosia en Humbert, qui, dominat per l'obsessió, va perdent el seny i tractant de controlar en excés l'adolescent. Aquesta situació fa que Humbert decideixi sortir de viatge per no establir-se enlloc i mantenir Lolita sempre al seu costat. En ple viatge, Humbert descobreix que són seguits per un cotxe misteriós, però no aconsegueix verificar res.
Un dia, quan Lolita està internada en un hospital a causa d'una malaltia adquirida durant el viatge, aprofita per escapar-se d'Humbert, amb un home que fingeix ser el seu oncle. Quan Humbert va a l'hospital i no la troba es queda molt abatut i apesarat, i es disposa a trobar l'home desconegut.
Anys després, Lolita escriu una carta al seu "padrastre" Humbert per demanar-li diners. Aquest la busca i quan la troba descobreix que és casada i està embarassada. Lolita li explica que va fugir de l'hospital amb Clare Quilty (Peter Sellers), un home lligat a la indústria del cinema a Hollywood, el mateix desconegut que els havia abordat i qui els seguia en cotxe. Humbert li dona els diners de la venda de la casa de la mare i, decidit a venjar-se de l'home que li havia furtat 'la seva' Lolita, surt a buscar-lo i l'assassina. La història s'acaba quan Humbert és detingut per la policia i després d'un judici és portat a la presó per ser executat.

## Premis i nominacions

### Nominacions
- 1962. Oscar al millor guió adaptat per Vladimir Nabokov[4]
- 1962. Globus d'Or al millor director per Stanley Kubrick[4]
- 1962. Globus d'Or al millor actor dramàtic per James Mason[4]
- 1962. Globus d'Or a la millor actriu dramàtica per Shelley Winters[4]
- 1962. Globus d'Or al millor actor secundari per Peter Sellers[4]